# گشتاپو

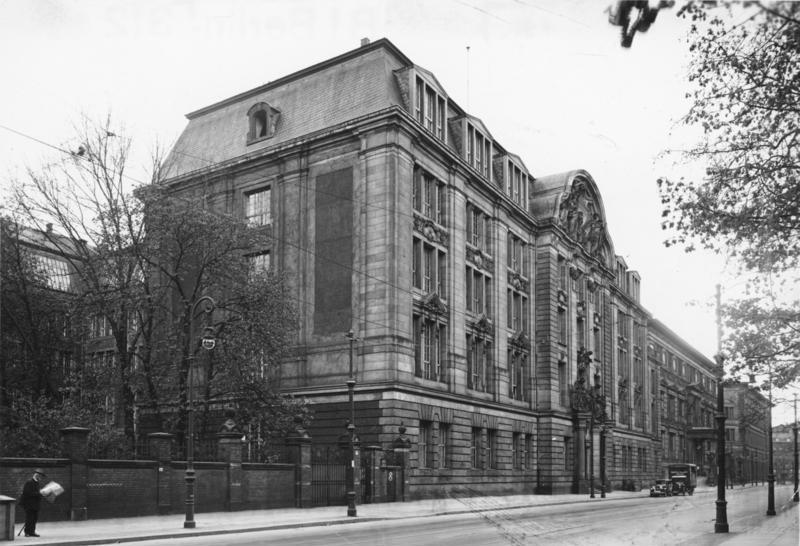
سرفرماندهی گشتاپو واقع در خیابان فریتز-آلبرشت شهر برلین

پُلیس دولتی مخفی (به آلمانی: Geheime Staatspolizei) یا گِشتاپو (به آلمانی: Gestapo) نام اختصاری پلیس مخفی آلمان در دوره حاکمیت حزب ناسیونال‌سوسیالیست کارگران آلمان بود. در طی این دوره، گشتاپو بازوی اجرایی در بحث امنیت داخلی و ضد جاسوسی بوده و تحت فرمان وافن اس‌اس به سرکوب کردن مخالفین و مبارزه با جاسوسان می‌پرداخت. این سازمان در سال ۱۹۳۳ میلادی به دستور آدولف هیتلر، پیشوای آلمان و از میان نیروهای امنیتی نخبه جمهوری وایمار تشکیل شد.

## تاریخچه

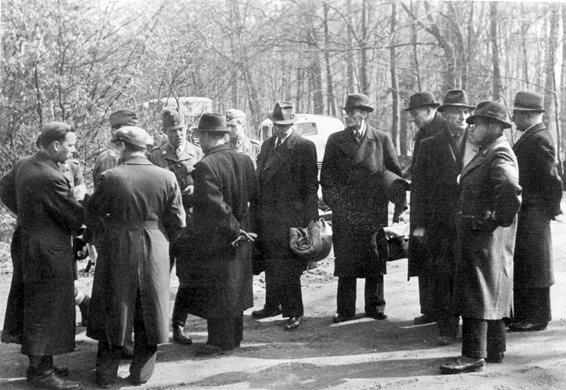
گروهی از افسران گشتاپو، در حال انتظار برای اسکورت اتوبوس‌های سفید صلیب سرخ سوئد از خاک آلمان

با بر سر کار آمدن نازی‌ها در سال ۱۹۳۳ نیروی اس‌آ رفتارهای بسیار خشونت باری را نسبت به احزاب مخالف نازی و همچنین شهروندان آلمانی از جمله یهودیان اعمال می‌کرد. علت این رفتارها آن بود که هیتلر پلیس را در قرارگاه‌های پلیس گذاشته بود و از بازوی نظامی مؤثر خود در آن زمان یعنی اس‌آ استفاده می‌کرد؛ ولی پس از سرکوب مخالفان و مشاهده رفتار افراطی و بیش از حد اس‌آ نسبت به شهروندان، هیتلر تصمیم گرفت تااس آ را از خیابان‌ها جمع کند و نیروی پلیس عادی را به خیابان‌ها باز گرداند و همین‌طور نیز شد. بعد از این جریان نیروهای اس اس گسترش یافتند و نیاز به یک پلیس مخفی حرفه‌ای نیز احساس شد؛ چون اکثر احزاب مخالف فعالیت مخفیانه را در پیش گرفتند و در نتیجه برای کشف این فعالیت‌ها نیاز به یک پلیس مخفی حرفه‌ای بود. اس‌آ که در سرکوب گروه‌های مخالف با فعالیت آشکار مفید بود دیگر به درد این کار نمی‌خورد؛ در نتیجه نیاز به یک سازمان پلیس مخفی شدیداً احساس می‌شد. در آن زمان چون هیتلر تنها به نیروهای وفادار خود مطمئن بود در نتیجه تشکیل و سازماندهی پلیس مخفی را به گارد محافظان هیتلر یعنی اس اس، سپرد.

## اس اس مسئول امور امنیت و اطلاعات
بعد از کنار زدن اس‌آ، اس اس مسئولیت حفظ امنیت داخلی و همچنین کسب اطلاعات را در اوایل کار بر عهده گرفت و در سال ۱۹۳۵ پلیس کل آلمان نیز به زیرمجموعه اس اس اضافه شد. بازوی اس اس در دو مقوله حفظ امنیت داخلی و کسب اطلاعات خارجی دو سازمان بود یعنی گشتاپو و اس د دپارتمانی از اس اس بودند که وظیفه امنیت داخلی به عهده گشتاپو بود و اس د مسئول جمع‌آوری اطلاعات خارجی بود. این دو نهاد وابسته به مرکزی تحت عنوان اداره مرکزی امنیت رایش بودند که این اداره مرکزی نیز زیر مجموعه اس اس بود. هانریش مولر رئیس گشتاپو بود و راینهارد هایدریش رئیس اس د بود، که بعد از به قتل رسیدن هایدریش ارنست کالتن برونر جانشین او شد.
در کنار این دو سازمان مربوط به اس اس، سازمان دیگری تحت عنوان آبوهر وابسته به ستاد فرماندهی ورماخت وجود داشت که هر دو کار امنیت داخلی و اطلاعات خارجی را یک جا انجام می‌داد و رئیس آن دریاسالار ویلهلم کاناریس بود. آبهور با این دو سازمان به شدت رقیب بود. در اوایل کار این سازمان از حدود ۵۰ نفر تشکیل شده بود، این رقم تا پایان حکومت هیتلر به ۳۰٬۰۰۰ نفر رسید که از جاسوس‌ها و افراد اداری تشکیل شده بودند. با وجود تعداد کم افراد این گروه، ترسی که از آن‌ها در جامعه حکم‌فرما بود، بسیار زیاد بود؛ دلیل آن هم چیزی جز همکاری مردم در لو دادن یکدیگر به این سازمان نبود.
اس اس و به تبع آن گشتاپو در آغاز همانند پلیس زیر نظر وزارت کشور فعالیت می‌کرد. در سال ۱۹۳۶ در پی لایحه‌ای که در مجلس آن زمان آلمان تصویب شد، گشتاپو از رعایت تمامی قوانین موجود معاف می‌شد. هر کسی که کارت گشتاپو را به همراه داشت، می‌توانست در هر کاری دخالت کند و هیچ دادگاهی شکایت علیه افراد این سازمان را نمی‌پذیرفت.

### تشکیلات سازمانی گشتاپو متناسب با حفظ امنیت داخلی
بخش آ (A) (دشمنان)
- کمونیست‌ها (A1)
- ضدخرابکاری (A2)
- واپسگرایان و لیبرال‌ها (A3)
- ترور اشخاص (A4)

بخش ب (B) (فرقه‌ها و شاخه‌های مذهبی)
- کاتولیک‌ها (B1)
- پروتستان‌ها (B2)
- فراماسون‌ها (B3)
- یهودی‌ها (B4)

بخش ث (C) (مدیریت و امور حزبی)
اداره مرکزی مدیریت گشتاپو، مسئول تشکیل و مدیریت پرونده‌های کارتی برای همه کارکنان.
بخش دِ (D) (سرزمین‌های اشغالی)
- مخالفان حکومت (D1)
- کلیساها و فرقه‌ها (D2)
- اسناد و امور حزبی (D3)
- سرزمین‌های غربی (D4)
- ضدجاسوسی (D5)
- بیگانگان (D6)

بخش اِ (E) (ضد جاسوسی)
- در رایش (E1)
- سیاست‌گذاری (E2)
- در غرب (E3)
- در اسکاندیناوی (E4)
- در شرق (E5)
- در جنوب (E6)

بخش اِف (F) (پلیس مرزی)
به منظور نظارت دقیق مهاجرت به درون و بیرون رایش، مرزبانان آلمان تحت مدیریت مستقیم گشتاپو قرار داشتند. پس از آغاز جنگ جهانی دوم، بیشتر اختیارات شعبه پلیس مرزی به ارتش آلمان واگذار شد و ارتش برای جلوگیری از یورش متفقین به گشتزنی مرزهای آلمان و سرزمین‌های تسخیرشده نیز می‌پرداخت.
اداره‌های محلی

### کارکنان و افسران گشتاپو
- هرمان گورینگ
- هاینریش مولر

هرمان گورینگ در سال ۱۹۳۳ به عنوان وزیر کشور انتخاب می‌شود و در نتیجه در ابتدا ریاست گشتاپو به او واگذار می‌شود ولی در اوایل سال ۱۹۳۴ هیتلر گورینگ را از این مقام کنار می‌گذارد و گشتاپو را به اس اس هاینریش هیملر تحویل می‌دهد و هانریش مولر سرپرستی گشتاپو را به دست می‌گیرد و این مقام را تا آخر حکومت رایش حفظ می‌کند. هانریش مولر افسر پلیس سیاسی آلمان بود و تا قبل از ۱۹۳۳ نازی نبود ولی به دلیل تجربه‌اش توسط هیملر و هایدریش وارد گشتاپو شد. شایعاتی در مورد او وجود داشت مبنی بر اینکه جاسوس روس‌ها بوده‌است و البته این شایعات هرگز نه تأیید و نه رد شد و سرنوشت او همچنان مبهم است.

#### کارنامه گشتاپو
گشتاپو با اینکه سازمانی در ظاهر مخوف بود ولی این تصویر ترسناک بیشتر به وسیله تبلیغات مطبوعات آلمان برای ایجاد ترس در دل مخالفان حکومت ایجاد شده بود. با شکست آلمان در جنگ تبلیغات متفقین نیز به این جریان اضافه می‌شود و در نتیجه در مورد سازمان بسیار اغراق می‌شود. اما با کمی دقت و توجه می‌توان دریافت که گشتاپو در مسئله امنیت داخلی و ضد جاسوسی بسیار ناکار آمد بوده‌است و می‌توان گفت در کل آلمان نازی نه در اطلاعات خارجی و نه در امنیت داخلی و ضد جاسوسی موفقیت چندانی به دست نیاورده است. در آن زمان تنها سازمانی که به شکل گشتاپوی آلمان نازی بود، پلیس مخفی شوروی NKVD بود و این سازمان بسیار موفق‌تر از آلمان نازی عمل کرده بود. در اینجا به چند نمونه از شکست‌های گشتاپو اشاره می‌کنیم:
انجام سوء قصد به جان هیتلر در سال ۱۹۳۹ توسط جرج السر، افشای نقشه‌های نظامی آلمان توسط جاسوسان شوروی در جریان نبرد کورسک، به قتل رسیدن هایدریش توسط نیروهای مقاومت چک با کمک کشور انگلستان، افشای مکان کارخانه‌های اسلحه‌سازی سری در پنه موند که در آنجا آلمان سلاحهای انتقامی از قبیل موشک وی ۲ درست می‌کرد، سوء قصد دوباره به هیتلر به رهبری اشتفانبرگ و…
گشتاپو در آن زمان با چند سرویس جاسوسی مقابله می‌کرد که به این صورت بودند:O-S-S آمریکا، اداره دوم ارتش فرانسه، سرویس اطلاعات سوئیس،NKVD شوروی،MI6 انگلستان که زیر مجموعه انتلجنت سرویس بود و در کنار آن گشتاپو با نیروهای مقاومت مخفی کشورهایی همچون بلژیک، فرانسه، چکسلواکی، لهستان نیز درگیر بود که در هر دو موضوع گشتاپو شکست می‌خورد و قیام ارتش سری لهستان در زمان نزدیکی ارتش سرخ به ورشو بیانگر ضعف دستگاه گشتاپو بوده‌است. در کنار این مسائل موضوع شایعاتی که دربارهٔ هانریش مولر وجود داشته‌است نیز تحلیل را بسیار پیچیده می‌کند چون اگر شایعات واقعاً درست باشند و مولر جاسوس شوروی بوده باشد
این نیز باید به بدترین مورد در کارنامه گشتاپو تبدیل شود.
سابقه کار روس‌ها در مورد جاسوسی این ایده را به وجود می‌آورد که شاید هم این شایعات در مورد رئیس گشتاپو زیاد بیراهه نباشد خصوصاً روس‌ها در این مدل از جاسوسی سابقه درخشانی دارند که ساده‌ترین نمونه آن جریان کیم فیلبی است که به در جات بالا در سرویس اطلاعات انگلستان رسیده بود.
کشورهای مهم ضد آلمان سه کشور آمریکا، انگلیس و شوروی بودند، که هر کدام دارای سرویس امنیتی خاص خود بودند و شبیه گشتاپو آلمان بودند. این سه سرویس به ترتیب اف‌بی‌آی، ام آی ۵ و ان کا وی دی بود. ام ای ۵ انگلیس در شکار جاسوسان آلمانی و خوراندن اطلاعات غلط به آلمان نازی سابقه درخشانی دارد. در مورد شوروی باید گفت NKVD شوروی توانست با کشیدن یک دیوار آهنین مانع ورود جاسوسان آلمانی به کشورش شود. دلیل این قدرت به خاطر نفوذ گسترده در دستگاه اطلاعاتی المان بود. در مورد آمریکا باید گفت اف‌بی‌آی نیز تا حدود زیادی توانسته بود جلوی جاسوسان آلمانی را بگیرد، در حالی که تا اوایل دهه چهل میلادی دارای سرویس اطلاعات خارجی نبود.
در نهایت باید گفت که گشتاپو برخلاف تبلیغات رایج، سازمان کار آمدی نبوده‌است و در بسیاری از حوزه‌های مأموریتش شکست خورده‌است.

### افراد اعدام شده به‌دست گشتاپو
- مارک بلوخ، تاریخ‌نویس فرانسوی
- دیتریش بنهوفر، الهیات‌شناس آلمانی
- ویلهلم کاناریس، رئیس سازمان اطلاعات آلمان نازی (آبوِر)
- کنستانت شِویون، نهان‌شناس (متخصص علوم خفیه)
- استانیسلاو ساکس، ریاضی‌دان لهستانی
- یولیوس شاودر، ریاضی‌دان لهستانی
- بارتل شینک، عضو گروه جوانان به نام دزدان دریایی اِدِلوایس
- ارنست تلمان، از رهبران کمونیست آلمان
- کارول هیلر، نقاش ساخت‌گرای لهستانی

## دادگاه نورنبرگ
این دادگاه در ۲۰ نوامبر ۱۹۴۵ پس از خاتمه جنگ جهانی دوم به منظور محاکمه ۲۱ تن از رهبران آلمان نازی تشکیل شد.

### امروز
با پایان جنگ دوم جهانی و فروپاشی نازیسم، سازمان گشتاپو از هم پاشید. البته افرادی از این نهاد بودند، که توانستند پس از جنگ تا مدتی در پلیس آلمان نفوذ کنند، ولی با آمدن حکومت بر مبنای قانون، پلیس آلمان نیز از یک دستیار و دست‌آموز سیاسی به نهادی اجرایی و امنیتی به سود مردم، تبدیل شد. پایگاه اصلی گشتاپو به موزهٔ «منطقه تدارک ترور» تبدیل شده، که همه ساله توسط پژوهشگران و علاقه‌مندان مورد بازدید قرار می‌گیرد.

### کتاب‌ها
- پایداری آلمان در برابر هیتلر: پژوهش برای متفقین خارجی، ۱۹۳۸–۱۹۴۵، کلمینز ون کلیمپر، انشارات دانشگاه آکسفورد، ۱۹۹۲، شابِک ۰۱۹۸۲۰۵۵۱۱
- گشتاپو؛ پلیس مخفی هیتلر؛ حمید عشقی؛ آرمان رشد